# Martha Dübber
Martha Dübber foi uma editora de cinema alemã. Ela trabalhou em mais de oitenta produções entre 1930 e 1962.

## Filmografia selecionada
- Kohlhiesel's Daughters (1930)
- The Escape to Nice (1932)
- The House of Dora Green (1933)
- Paganini (1934)
- Robert Koch (1939)
- Die Entlassung (1942)
- Sensation in San Remo (1951)
- The Rose of Stamboul (1953)
- Tired Theodore (1957)
- Aunt Wanda from Uganda (1957)
- Escape from Sahara (1958)
- Der letzte Fußgänger (1960)
- The Gypsy Baron (1962)